# 자라과
자라과(Trionychidae)는 거북목 자라상과에 속하는 파충류 과이다. 별과(鼈科)라고도 한다. 자라류는 가장 많은 민물 거북으로 이루어져 있으며, 상당수는 소금기가 높은 물에서도 서식할 수 있다. 아프리카와 아시아, 북아메리카에서 발견된다.

## 하위 분류
- † Palaeotrionyx
- † Plastomeninae
  - † Hutchemys
  - † Plastomenus
- Cyclanorbinae
  - Cyclanorbis
  - Cycloderma
  - 리세미스속 (Lissemys)
- 자라아과 (Trionychinae)
  - Amyda
  - Apalone
  - Chitra
  - Dogania
  - Nilssonia
  - Palea
  - 펠로켈리스속 (Pelochelys)
  - 자라속 (Pelodiscus)
    - 자라 (P. maackii)
    - 중국자라 (P. sinensis)

  - Rafetus
  - Trionyx